# Amalzari, Chikodi
Amalzari là một làng thuộc tehsil Chikodi, huyện Belgaum, bang Karnataka, Ấn Độ.